# Советская (Краснодарский край)
Сове́тская — станица в Новокубанском районе Краснодарского края. Административный центр муниципального образования «Советское сельское поселение».

## География
Станица расположена в южной части Новокубанского района, на левом берегу реки Уруп. Находится в 38 км к югу от районного центра Новокубанск, в 195 км к юго-востоку от города Краснодар. В 32 км к северу от станицы расположены город и железнодорожная станция Армавир.
Граничит с землями населённых пунктов: Подлесный и Урупский на юго-востоке, Родниковский на юге, Первая Синюха на юго-западе и Радищево на севере, Первомайский на северо-востоке и Зуево на востоке.
Населённый пункт расположен в равнинной зоне Краснодарского края. Рельеф местности представляет собой в основном холмистую местность с общим уклоном террасы юго-востока на северо-запад. Средние высоты на территории села составляют 292 метра над уровнем моря.
Почвенный покров на территории села в основном представлены чернозёмами предкавказскими и предгорными. В пойме рек распространены пойменные луговые почвы.
Гидрографическая сеть в основном представлена рекой Уруп и его мелкими родниковыми притоками.
Климат умеренно-тёплый. Среднегодовая температура воздуха положительная и составляет около +9,0°С. Средняя температура июля +23,0°С, средняя температура января −5,0°С. Среднегодовое количество осадков составляет около 650 мм в год. Основная их часть приходится на период с апреля по июнь.

Заметка из газеты «Большевистская смена» (Ростов-на-Дону), 8 января 1933 г.

## История

Заметка из газеты «Большевистская смена» (Ростов-на-Дону), 5 октября 1933 г.

Станица Урупская была основана 29 июня 1841 года. Первыми поселенцами были казаки Кубанского, Кавказского, Донского войск, казаки приписанные к Ставропольскому полку, в основной своей массе дворяне и государственные крестьяне станицы Михайловской Ставропольской губернии, а также казаки Гребенской линии Моздокского полка и станицы Троицкая Сунженской линии, позже дополненные крестьянами из Полтавской, Харьковской и других центральных губерний Российской империи.
По статистическим данным, в 1861 году в станице Урупской числилось 355 дворов, 2542 человека казачьего сословия и 29 иногородних. Охрану заселявшейся станицы взял на себя гарнизон Новогеоргиевского укрепления, который действовал с 1840 года.
Станица быстро росла, и уже к концу 1875 года в ней насчитывалось 415 дворов и 4356 жителей. В 1880 году в станице насчитывалось 4959 человек.
Само поселение по административному устройству входило в состав Баталпашинского уезда.
К 1910 году станица заметно выросла, население её достигло 16917 человек. В 1917 году в станице проживало 19840 человек.
В августе 1918 года станица Урупская была захвачена войсками генерала Деникина. Для борьбы с белыми был сформирован партизанский отряд в 370 человек. Попавшие в плен красноармейцы и коммунисты были брошены в колодец. Над колодцем-братской могилой теперь находится памятник. В марте 1920 года в станице вновь установилась советская власть, но до 1921 года в окрестных предгорьях еще действовали отдельные отряды белогвардейцев. Гражданская война сильно сократило население станицы. К 1921 году в станице проживало всего 13463 человек.
В 1933 году многие станичники были репрессированы и выселены в отдалённые районы СССР, а сама станица была переименована в Советскую и заселена семьями красноармейцев.
В годы Великой Отечественной войны станица была оккупирована в августе 1942 года и освобождена в конце января 1943 года. Несмотря на срок оккупации, станице был нанесён большой ущерб. Колхозы были разорены, скот уничтожен, тракторный парк приведён в негодность.
В 1934—1962 годах станица являлась центром Советского района Краснодарского края, который в 1962 году вошёл в состав Новокубанского района.

## Население
| 1939 | 1959    | 1979  | 2002    | 2010  | 2021  |
| ---- | ------- | ----- | ------- | ----- | ----- |
| 8438 | ↗10 195 | ↘9616 | ↗10 036 | ↘9021 | ↗9882 |

Национальный состав
По данным Всероссийской переписи населения 2010 года:
| Народ    | Численность, чел. | Доля от всего населения, % |
| -------- | ----------------- | -------------------------- |
| русские  | 8 107             | 89,9 %                     |
| армяне   | 453               | 5,0 %                      |
| черкесы  | 100               | 1,1 %                      |
| украинцы | 87                | 1,0 %                      |
| другие   | 274               | 3,0 %                      |
| всего    | 9 021             | 100 %                      |

## Образование
- Средняя школа № 9 — ул. К, Маркса, 139.
- Средняя школа № 10 — ул. Первомайская, 12.
- Средняя школа № 27 — ул. Октябрьская, 356.
- Начальная школа Детский Сад № 1.
- Начальная школа Детский Сад № 2.
- Начальная школа Детский Сад № 3.

## Здравоохранение
- Участковая больница
- Стоматологический центр

## Экономика
На территории станицы действуют 4 крупных хозяйства: 
- ООО «Новатор»
- ООО «Агрофлагман»
- ООО «Благовест»
- ОНО ОПХ «Урупское»

## Известные уроженцы
- Хатуов Джамбулат Хизирович — вице-губернатор Краснодарского края с 2009 года.
- Еутых Ася Аслановна — ювелир, оружейник, член Союза Художников России.